# Sabella costulata
Sabella costulata är en ringmaskart som beskrevs av Grube 1877. Sabella costulata ingår i släktet Sabella och familjen Sabellidae. Inga underarter finns listade i Catalogue of Life.